# Dutch Juniors 1989
Das Dutch Juniors 1989 fand vom 10. bis zum 12. März 1989 als bedeutendstes internationales Nachwuchsturnier der Niederlande im Badminton in Duinwijck, Haarlem, statt.

## Finalergebnisse
| Disziplin    | Sieger                                    | Finalist                     | Ergebnis            |
| ------------ | ----------------------------------------- | ---------------------------- | ------------------- |
| Herreneinzel | Thomas Stuer-Lauridsen                    | Jeroen van Dijk              | 15–17, 15–12, 15–13 |
| Dameneinzel  | Aiko Miyamura                             | Hisako Mizui                 | 8–11, 11–5, 11–0    |
| Herrendoppel | Christian Jakobsen Thomas Stuer-Lauridsen | Anthony Bush Ashley Spencer  | 15–5, 15–12         |
| Damendoppel  | Marlene Thomsen Trine Johansson           | Aiko Miyamura Hisako Mizui   | 15–8, 7–15, 18–15   |
| Mixed        | Christian Jakobsen Marlene Thomsen        | Rikard Gruvberg Astrid Crabo | 15–9, 15–4          |